# A México
| Оценки критиков | Оценки критиков |
| Источник        | Оценка          |
| --------------- | --------------- |
| AllMusic        | [ 3 ]           |

A México (А Ме́хико, «Мексике») — студийный альбом Хулио Иглесиаса, выпущенный в 1975 году на лейбле Columbia.
Иглесиас закончил работу над этим альбомом всего за несколько дней до рождения (в браке с Исабель Прейслер) сына Энрике.
Все песни на альбоме были мексиканских композиторов (таких как Агустин Лара). В США альбом засветился в публикуемых журналом «Билборд» региональных списках самых продаваемых латинских альбомов Latin Hot LPs. В частности, на неделе 10—16 августа 1975 года он был на 1 месте в таком чарте для Лос-Анджелеса.
Альбом входит в список «100 дисков, которые нужно иметь перед концом света»[es] (опубликованном в 2012 году компанией Sony Music).

## Список композиций
| №   | Название                  | Длительность |
| --- | ------------------------- | ------------ |
| 1.  | «Cu cu rru cu cu, paloma» | 3:28         |
| 2.  | «No me amenaces»          | 3:12         |
| 3.  | «Ella»                    | 3:24         |
| 4.  | «Cuando vivas conmigo»    | 2:37         |
| 5.  | «Noche de ronda»          | 3:58         |
| 6.  | «Sólamente una vez»       | 3:37         |
| 7.  | «Amanecí en tus brazos»   | 3:19         |
| 8.  | «Corazón, corazón»        | 3:44         |
| 9.  | «De un mundo raro»        | 3:12         |
| 10. | «María Bonita»            | 3:00         |